# Eric Skoglund
Pour les articles homonymes, voir Skoglund.
Ne doit pas être confondu avec Erik Skoglund.
 (juin 2017).
Eric Skoglund (né le 26 octobre 1992 à Sarasota, Floride, États-Unis) est un lanceur gaucher des Royals de Kansas City de la Ligue majeure de baseball.

## Carrière
Étudiant à Sarasota High, une école secondaire de sa ville natale de Sarasota, Eric Skoglund est une première fois repêché en 2011 par les Pirates de Pittsburgh, qui le choisissent au 16e tour de sélection. Skoglund décline l'offre et rejoint les Knights de l'université du centre de la Floride, puis signe son premier contrat professionnel avec les Royals de Kansas City, qui le réclament au 3e tour de sélection du repêchage de 2014.
Il fait ses débuts dans le baseball majeur comme lanceur partant des Royals le 30 mai 2017 et est le lanceur gagnant après une performance de 6 manches et un tiers lancées au cours desquelles il n'accorde que deux coups sûrs et aucun point aux Tigers de Détroit.